# Madagaskar (film)
Madagaskar (ang. Madagascar) – pełnometrażowy film animowany produkcji amerykańskiej z 2005 roku, wyprodukowany przez wytwórnię DreamWorks. Opowiada o czwórce zwierząt z zoo w nowojorskim Central Parku, które nagle znajdują się na wolności w tropikalnej dżungli i muszą stawić czoła życiu, jakie dotąd tylko sobie wyobrażały, ale nigdy go nie zasmakowały. Film zawiera dowcipne odniesienia do wielu znanych filmów i programów telewizyjnych, w tym także do dwóch sztandarowych produkcji studia DreamWorks: American Beauty oraz Shreka. Jego kontynuacja Madagaskar 2 pojawiła się 3 lata później, trzecia część Madagaskar 3 – 7 lat później, a spin-off Pingwiny z Madagaskaru 9 lat później. Planowana jest czwarta część serii.

## Fabuła
Film opowiada historię super czterech zwierząt z zoo w Central Parku – lwa Aleksa, zebry Marty’ego, żyrafy Melmana i hipopotamicy Glorii. Czwórka przyjaciół wiodła w zoo spokojne i dostatnie życie, jednak Marty zawsze marzył o ujrzeniu naturalnego środowiska i świata poza cywilizacją. Okazja nadarza się, gdy cztery pingwiny (Skipper, Rico, Szeregowy i Kowalski) opracowują plan ucieczki z zoo. Marty idzie ich śladem, a jego przyjaciele, przekonani, że poza zoo sobie nie poradzi, ruszają mu na pomoc. Ucieczka zwierząt wzbudza panikę w Nowym Jorku i ostatecznie zapada decyzja o przetransportowaniu ich wraz z dużą częścią innych mieszkańców zoo do Afryki. Statek, na którym przewożone są zwierzęta, zostaje jednak porwany przez wspomniane pingwiny, a Marty, Alex, Melman i Gloria przez splot wydarzeń trafiają na wyspę Madagaskar. Tam ujawnia się dzika natura Alexa.

## Bohaterowie
- Alex – lew, nazywany królem Nowego Jorku. Ma bujną grzywę. Zakochany w swoim zoo, gdzie wszyscy go kochają. To typ lidera. Wbrew stereotypowi lwa, Alex nie jest drapieżnym mordercą. Przyjaźni się z Glorią i Melmanem, a Marty jest jego najlepszym przyjacielem. Kiedy zebra wyrusza w dzicz, Alex bez wahania ruszy go ratować. W międzyczasie zostają przyłapani przez policję. Następnie płyną na statku w pudłach. Kłócą się, aż w końcu wypadają za burtę. Wszyscy lądują na wyspie Madagaskar. Trafiając w dzicz, Alex poznaje jednak swoją tożsamość i poczuwa pragnienie na jedzenie mięsa. Nie chcąc nic zrobić przyjaciołom, ucieka. Gdy zagraża im niebezpieczeństwo, przybywa na ratunek. Pod koniec pingwiny podają mu sushi zamiast mięsa i od tamtej pory, Alex wcale nie atakuje zwierząt.
- Marty – zebra, najbardziej wyluzowany i zwariowany w całej paczce. Twierdzi, że jest inny niż wszystkie zebry, bo jest czarny w białe paski, a inne zebry są białe w czarne paski. Jemu jedynemu nie podoba się życie w zoo. Gdy ucieka, przyjaciele ruszają go powstrzymać, ale zostają przyłapani przez policję. Następnie płyną na statku w pudłach. Kłócą się, aż w końcu wypadają za burtę. Wszyscy lądują na wyspie Madagaskar. Ostatecznie, Alex zostaje najlepszym przyjacielem Marty’ego, a grupa zostaje na Madagaskarze.
- Melman – żyrafa, hipochondryk. Wszystkiego się boi, twierdzi, że jest chory, a na Madagaskarze, twierdząc że umiera, kopie sobie grób. Kiedy Marty wyrusza w dzicz, Melman rusza go ratować. W międzyczasie zostają przyłapani przez policję. Następnie płyną na statku w pudłach. Kłócą się, aż w końcu wypadają za burtę. Wszyscy lądują na wyspie Madagaskar. Początkowo Melman jest zdenerwowany, potem jednak przyzwyczaja się do życia w dziczy.
- Gloria – hipopotamica. Jest gruba, słodka, szalona i zadziorna. Zachowuje się jak matka Marty’ego, Melmana i Alexa; bardzo się nimi opiekuje. Kiedy Marty wyrusza w dzicz, Gloria rusza go ratować. W międzyczasie zostają przyłapani przez policję. Następnie płyną na statku w pudłach. Kłócą się, aż w końcu wypadają za burtę. Wszyscy lądują na wyspie Madagaskar. Gloria zachowuje zimną krew i szybko przyzwyczaja się do życia w dziczy.
- Król Julian XIII
- Maurice
- Mort
- Skipper
- Kowalski
- Szeregowy
- Rico
- Mason
- Edek
- Nana – starsza pani, pojawia się na dworcu centralnym, gdzie bije Alexa i radzi mu, by zmienił fryzurę. Następnie uderza Melmana torebką w tułów. Gdy już przyjechała policja, kobieta po raz ostatni kopnęła Alexa w jądra.

## Twórcy
- Reżyseria: Eric Darnell, Tom McGrath
- Scenariusz: Eric Darnell, Tom McGrath, Billy Frolick, Mark Burton
- Muzyka: Hans Zimmer
- Kierownik artystyczny: Kendal Cronkhite

## Wersja oryginalna
- Ben Stiller – lew Alex
- Chris Rock – zebra Marty
- David Schwimmer – żyrafa Melman
- Jada Pinkett Smith – hipopotamica Gloria
- lemury:
  - Sacha Baron Cohen – Król Julian (King Julien)
  - Cedric the Entertainer – Maurice
  - Andy Richter – Mort
- pingwiny:
  - Tom McGrath – Skipper
  - Chris Miller – Kowalski
  - Christopher Knights – Szeregowy (Private)
  - John DiMaggio – Rico

## Wersja polska[2]
Wersja polska: Start International Polska

Reżyseria: Joanna Wizmur

Dialogi: Bartek Wierzbięta

W wersji polskiej udział wzięli:
- Artur Żmijewski – lew Alex
- Piotr Adamczyk – żyrafa Melman
- Małgorzata Kożuchowska – hipopotamica Gloria
- Klaudiusz Kaufmann – zebra Marty
- Arkadiusz Jakubik – Mason
- Tomasz Bednarek – Mort
- Wojciech Paszkowski – Maurice
- Jarosław Boberek – Julian
- Grzegorz Pawlak – Skipper
- Jacek Lenartowicz – Kowalski
- Tomasz Steciuk – Szeregowy
- Janusz Wituch – Rico

## Piosenka „Wyginam śmiało ciało”
„Wyginam śmiało ciało” to piosenka z filmu animowanego Madagaskar, śpiewana przez fikcyjną postać króla lemurów, Juliana. W rzeczywistości wykonuje ją Jarosław Boberek, a słowa do niej napisał Marek Robaczewski. Piosenkę można usłyszeć w czasie prezentacji lemurów w filmie, a także w czasie napisów końcowych.
Krótko po premierze filmu piosenka ta była grana w kilku stacjach radiowych o profilu młodzieżowym, a w trzy miesiące po premierze filmu piosenka została już ściągnięta ponad 100 tysięcy razy w serwisie internetowym Strefa MP3 wp.pl.
Wielu krytyków uznało piosenkę za najbardziej wpadający w pamięć fragment filmu. Oryginalna wersja piosenki, I Like To Move It, została wydana w 1993 roku przez duet wykonujący muzykę house, Reel 2 Real. W filmie wykonuje ją Sacha Baron Cohen.